# Olympische Sommerspiele 1924/Leichtathletik – 100 m (Männer)

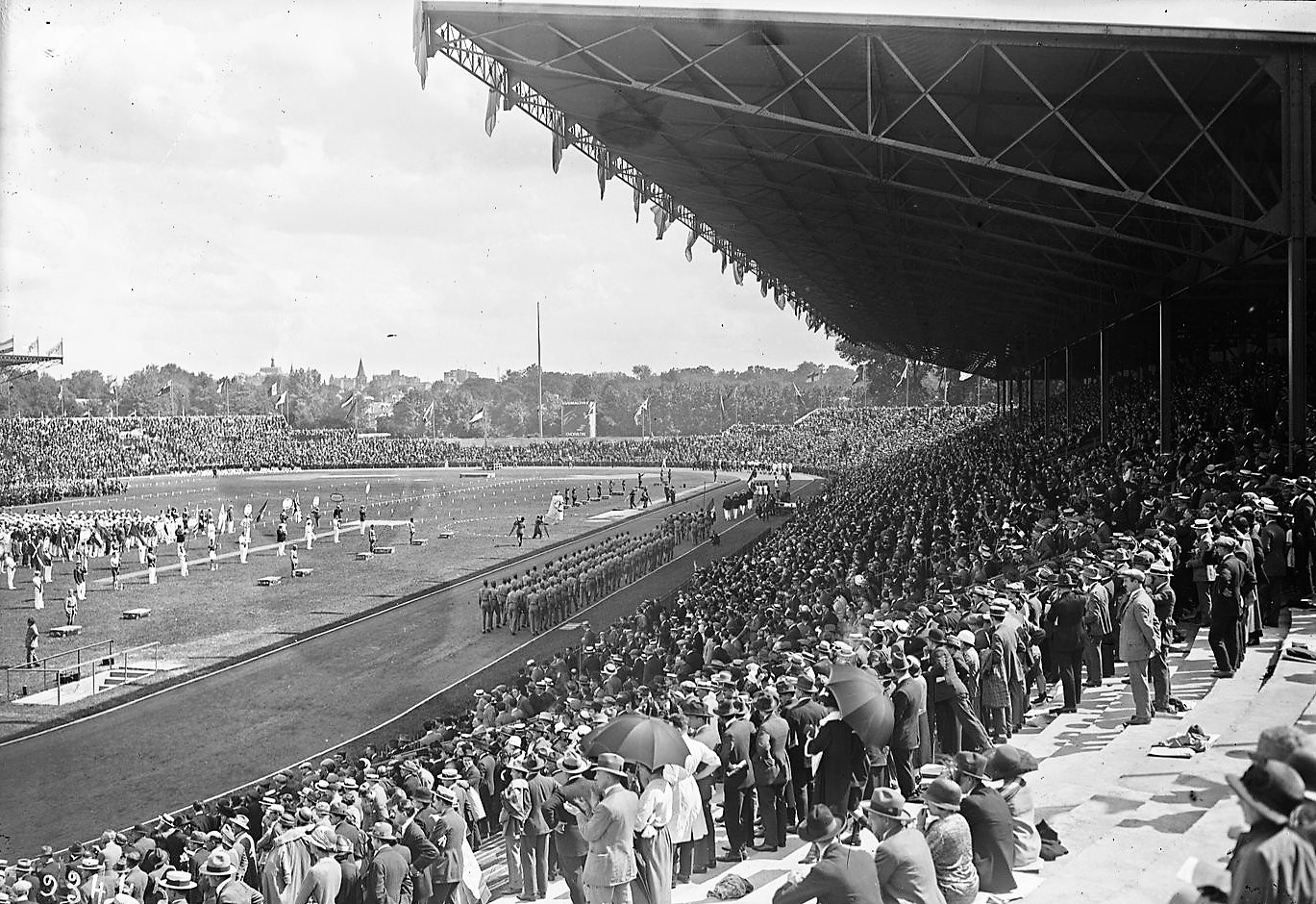
Das Olympiastadion während der Eröffnungszeremonie

Der 100-Meter-Lauf der Männer bei den Olympischen Spielen 1924 in Paris wurde am 6. und 7. Juli 1924 im Stade de Colombes ausgetragen. 86 Athleten nahmen teil.
Olympiasieger wurde der Brite Harold Abrahams vor dem US-Amerikaner Jackson Scholz. Bronze ging an den Neuseeländer Arthur Porritt.
Für Österreich starteten Ferdinand Kaindl und Fritz Schedl, beide schieden im Vorlauf aus. Auch die Schweizer Victor Moriaud und Karl Borner überstanden die Vorrunde nicht, während sich ihr Landsmann Walter Strebi für das Viertelfinale qualifizieren konnte, dort aber nicht antrat. Deutsche Sportler waren von der Teilnahme an den Olympischen Spielen weiterhin ausgeschlossen.
Der Wettkampf, insbesondere die Geschichte um den Sieger Harold Abrahams, ist Gegenstand des 1981 entstandenen Films Die Stunde des Siegers (OT: Chariots of Fire), den Hugh Hudson mit Ben Cross in der Rolle Abrahams und Brad Davis als Scholz inszenierte. Der Film wurde u. a. 1982 als Bester Film mit dem Oscar ausgezeichnet.

## Rekorde

### Bestehende Rekorde
| Weltrekord         | 10,4 s | Charles Paddock ( USA)   | Redlands (Kalifornien), USA           | 23. April 1921 |
| Olympischer Rekord | 10,6 s | Donald Lippincott ( USA) | OS 1912 Stockholm (Vorlauf), Schweden | 6. Juli 1912   |

### Rekordegalisierung
Der britische Olympiasieger Harold Abrahams egalisierte den bestehenden olympischen Rekord von 10,6 s dreimal:
- viertes Viertelfinale am 6. Juli
- zweites Halbfinale am 7. Juli
- Finale am 7. Juli

## Durchführung des Wettbewerbs
Die Läufer traten am 6. Juli zu insgesamt 17 Vorläufen an. Die jeweils zwei besten Läufer – hellblau unterlegt – qualifizierten sich für das Viertelfinale am gleichen Tag. Auch aus den sechs Viertelfinals kamen die jeweils zwei besten Läufer – wiederum hellblau unterlegt – eine Runde weiter. Die beiden Halbfinals und das Finale wurden am 7. Juli durchgeführt. In den Vorentscheidungen qualifizierten sich die jeweils ersten drei Platzierten – hellblau unterlegt – für das Finale.

## Vorläufe
Datum: 6. Juli 1924
Es sind nicht alle Zeiten überliefert.

### Vorlauf 1
| Platz | Name            | Nation      | Zeit   | Anmerkung |
| ----- | --------------- | ----------- | ------ | --------- |
| 1     | Loren Murchison | USA         | 10,8 s |           |
| 2     | Arthur Porritt  | Neuseeland  | 10,9 s |           |
| 3     | Camilo Rivas    | Argentinien | k. A.  |           |
| 4     | Mariano Aguilar | Mexiko      | k. A.  |           |
| 5     | Alberto Jurado  | Ecuador     | k. A.  |           |

Alberto Jurado war der erste ecuadorianische Sportler, der bei Olympischen Spielen startete.

### Vorlauf 2
| Platz | Name              | Nation             | Zeit   | Anmerkung |
| ----- | ----------------- | ------------------ | ------ | --------- |
| 1     | Cyril Coaffee     | Kanada             | 11,0 s |           |
| 2     | Ernesto Bonacina  | Königreich Italien | 11,2 s |           |
| 3     | Mogens Truelsen   | Dänemark           | k. A.  |           |
| 4     | Gentil dos Santos | Portugal           | k. A.  |           |
| 5     | Alois Linka       | Tschechoslowakei   | 11,6 s |           |

### Vorlauf 3
| Platz | Name             | Nation     | Zeit   | Anmerkung |
| ----- | ---------------- | ---------- | ------ | --------- |
| 1     | Charles Paddock  | USA        | 11,2 s |           |
| 2     | Oto Seviško      | Lettland   | 11,8 s |           |
| 3     | Ferdinand Kaindl | Österreich | k. A.  |           |

### Vorlauf 4

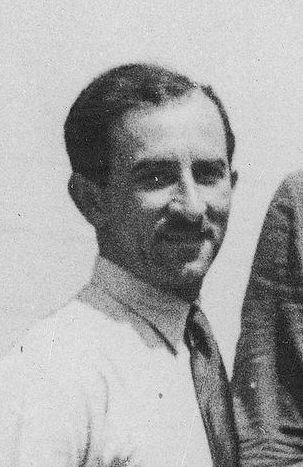
Władysław Dobrowolski – ausgeschieden als Fünfter des vierten Vorlaufs

| Platz | Name                  | Nation      | Zeit   | Anmerkung |
| ----- | --------------------- | ----------- | ------ | --------- |
| 1     | Maurice Degrelle      | Frankreich  | 11,0 s |           |
| 2     | Reijo Halme           | Finnland    | 11,1 s |           |
| 3     | Frederik Lamp         | Niederlande | k. A.  |           |
| 4     | Fritz Schedl          | Österreich  | k. A.  |           |
| 5     | Władysław Dobrowolski | Polen       | 11,5 s |           |
| 6     | Rauf Hasağası         | Türkei      | k. A.  |           |

### Vorlauf 5
| Platz | Name             | Nation                | Zeit   | Anmerkung |
| ----- | ---------------- | --------------------- | ------ | --------- |
| 1     | Lajos Kurunczy   | Ungarn                | 11,4 s |           |
| 2     | Johans Oja       | Lettland              | k. A.  |           |
| 3     | Henricus Cockuyt | Belgien               | k. A.  |           |
| 4     | Wilfred Hildreth | Britisch-Indien       | k. A.  |           |
| 5     | Toby Betts       | Südafrikanische Union | k. A.  |           |

### Vorlauf 6
| Platz | Name                  | Nation                | Zeit   | Anmerkung |
| ----- | --------------------- | --------------------- | ------ | --------- |
| 1     | Harry Broos           | Niederlande           | 11,0 s |           |
| 2     | George Dustan         | Südafrikanische Union | 11,2 s |           |
| 3     | Antonín Svoboda       | Tschechoslowakei      | 11,3 s |           |
| 4     | Poul Schiang          | Dänemark              | 11,5 s |           |
| 5     | José-María Larrabeiti | Spanien               | 11,6 s |           |
| 6     | David Nepomuceno      | Philippinen           | k. A.  |           |

Mit David Nepomuceno nahm erstmals ein Athlet von den Philippinen an Olympischen Spielen teil.

### Vorlauf 7

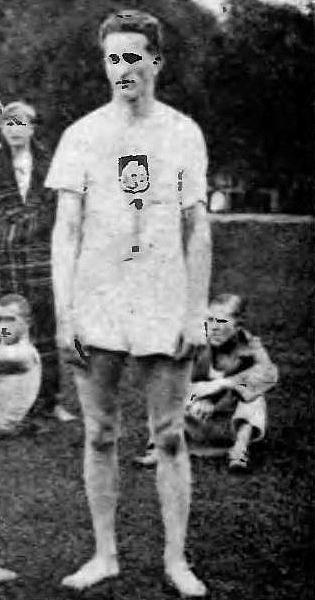
Zygmunt Weiss – ausgeschieden als Fünfter des siebten Vorlaufs

| Platz | Name                | Nation             | Zeit   | Anmerkung |
| ----- | ------------------- | ------------------ | ------ | --------- |
| 1     | Lancelot Royle      | Großbritannien     | 11,0 s |           |
| 2     | Giovanni Frangipane | Königreich Italien | 11,1 s |           |
| 3     | André Théard        | Haiti              | 11,2 s |           |
| 4     | Juan Junqueras      | Spanien            | 11,3 s |           |
| 5     | Zygmunt Weiss       | Polen              | 11,4 s |           |

### Vorlauf 8
| Platz | Name                | Nation         | Zeit   | Anmerkung |
| ----- | ------------------- | -------------- | ------ | --------- |
| 1     | Walter Rangeley     | Großbritannien | 11,0 s |           |
| 2     | Rinus van den Berge | Niederlande    | 11,1 s |           |
| 3     | Diego Ordóñez       | Spanien        | k. A.  |           |
| 4     | Victor Moriaud      | Schweiz        | k. A.  |           |
| 5     | Karel Pott          | Portugal       | k. A.  |           |
| 6     | Miguel Enrico       | Argentinien    | k. A.  |           |

### Vorlauf 9

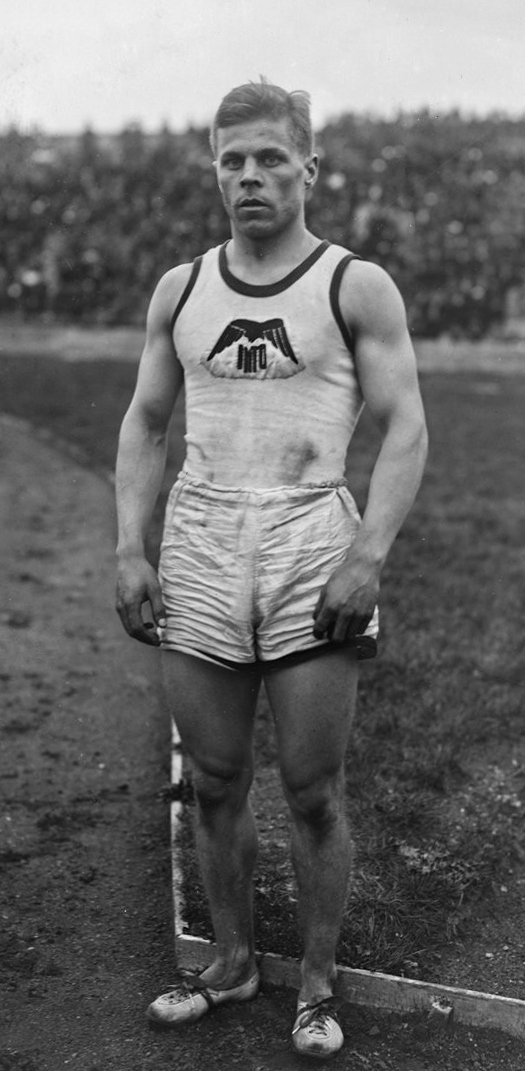
Lauri Härö – ausgeschieden als Dritter des neunten Vorlaufs

| Platz | Name                  | Nation       | Zeit   | Anmerkung |
| ----- | --------------------- | ------------ | ------ | --------- |
| 1     | Albert Heisé          | Frankreich   | 11,2 s |           |
| 2     | Gusztáv Rózsahegyi    | Ungarn       | 11,1 s |           |
| 3     | Lauri Härö            | Finnland     | 11,3 s |           |
| 4     | Curt Wiberg           | Schweden     | 11,4 s |           |
| 5     | Alexandros Papafingos | Griechenland | k. A.  |           |

### Vorlauf 10
| Platz | Name                    | Nation         | Zeit   | Anmerkung |
| ----- | ----------------------- | -------------- | ------ | --------- |
| 1     | William Nichol          | Großbritannien | 11,0 s |           |
| 2     | Paul Brochart           | Belgien        | 11,1 s |           |
| 3     | Laurence Armstrong      | Kanada         | k. A.  |           |
| 4     | Konstantinos Pantelidis | Griechenland   | k. A.  |           |
| 5     | Gvido Jekals            | Lettland       | k. A.  |           |

### Vorlauf 11
| Platz | Name             | Nation          | Zeit   | Anmerkung |
| ----- | ---------------- | --------------- | ------ | --------- |
| 1     | Chester Bowman   | USA             | 11,0 s |           |
| 2     | Walter Strebi    | Schweiz         | 11,2 s |           |
| 3     | James Hall       | Britisch-Indien | 11,3 s |           |
| 4     | Bror Österdahl   | Schweden        | 11,3 s |           |
| 5     | Félix Escobar    | Argentinien     | k. A.  |           |
| 6     | Herminio Ahumada | Mexiko          | k. A.  |           |

### Vorlauf 12
| Platz | Name                | Nation             | Zeit   | Anmerkung |
| ----- | ------------------- | ------------------ | ------ | --------- |
| 1     | George Hester       | Kanada             | 11,2 s |           |
| 2     | Johannes van Kampen | Niederlande        | 11,2 s |           |
| 3     | Karl Borner         | Schweiz            | k. A.  |           |
| 4     | William Lowe        | Irischer Freistaat | 11,3 s |           |
| 5     | László Muskát       | Ungarn             | k. A.  |           |
| DSQ   | Eugène Moetbeek     | Belgien            |        |           |

### Vorlauf 13
| Platz | Name             | Nation          | Zeit   | Anmerkung |
| ----- | ---------------- | --------------- | ------ | --------- |
| 1     | Jackson Scholz   | USA             | 10,8 s |           |
| 2     | Paul Hammer      | Luxemburg       | 11,3 s |           |
| 3     | Terence Pitt     | Britisch-Indien | 11,3 s |           |
| 4     | Knut Russell     | Schweden        | 11,3 s |           |
| 5     | Reinhold Kesküll | Estland         | 11,5 s |           |

### Vorlauf 14

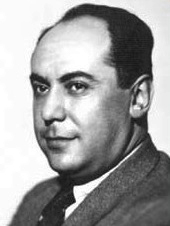
Şekip Engineri (hier in den 1940er Jahren) – ausgeschieden als Sechster des vierzehnten Vorlaufs

| Platz | Name            | Nation         | Zeit   | Anmerkung |
| ----- | --------------- | -------------- | ------ | --------- |
| 1     | Harold Abrahams | Großbritannien | 11,0 s |           |
| 2     | Edwin Carr      | Australien     | 11,0 s |           |
| 3     | Sasago Tani     | Japan          | k. A.  |           |
| 4     | Anton Husgafvel | Finnland       | k. A.  |           |
| 5     | Álvaro Ribeiro  | Brasilien      | k. A.  |           |
| 6     | Şekip Engineri  | Türkei         | k. A.  |           |

### Vorlauf 15
| Platz | Name          | Nation             | Zeit   | Anmerkung |
| ----- | ------------- | ------------------ | ------ | --------- |
| 1     | André Mourlon | Frankreich         | 11,0 s |           |
| 2     | Enrico Torre  | Königreich Italien | 11,2 s |           |
| 3     | Joseph Hilger | Luxemburg          | k. A.  |           |

### Vorlauf 16

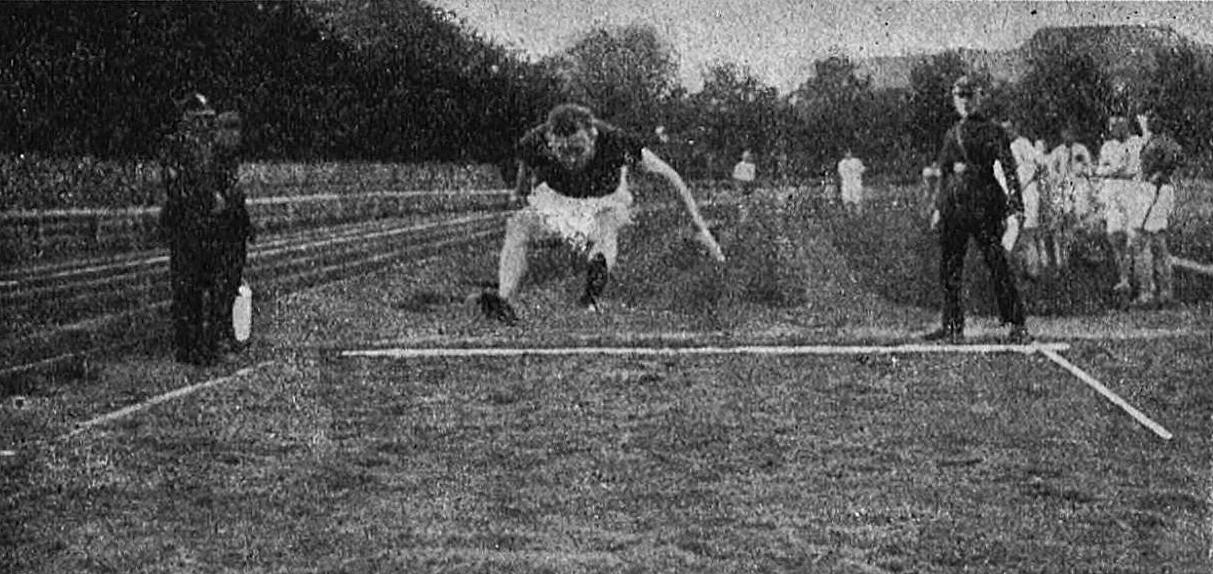
Stanisław Sośnicki (hier beim Weitsprung) – ausgeschieden als Vierter des sechzehnten Vorlaufs
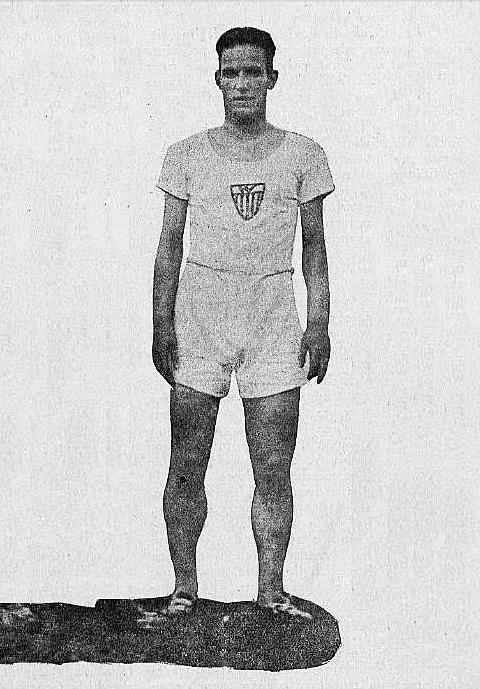
Aleksander Szenajch – ausgeschieden als Vierter des siebzehnten Vorlaufs

| Platz | Name               | Nation             | Zeit   | Anmerkung |
| ----- | ------------------ | ------------------ | ------ | --------- |
| 1     | Félix Mendizábal   | Spanien            | 11,4 s |           |
| 2     | Anthony Vince      | Kanada             | 11,4 s |           |
| 3     | Vittorio Zucca     | Königreich Italien | 11,5 s |           |
| 4     | Stanisław Sośnicki | Polen              | 11,6 s |           |
| 5     | Artūrs Gedvillo    | Lettland           | k. A.  |           |

### Vorlauf 17
| Platz | Name                | Nation     | Zeit   | Anmerkung |
| ----- | ------------------- | ---------- | ------ | --------- |
| 1     | Ferenc Gerő         | Ungarn     | 11,0 s |           |
| 2     | René Mourlon        | Frankreich | 11,0 s |           |
| 3     | Väinö Eskola        | Finnland   | 11,1 s |           |
| 4     | Aleksander Szenajch | Polen      | k. A.  |           |

## Viertelfinale
Datum: 6. Juli 1924
Es sind nicht alle Zeiten überliefert.

### Lauf 1

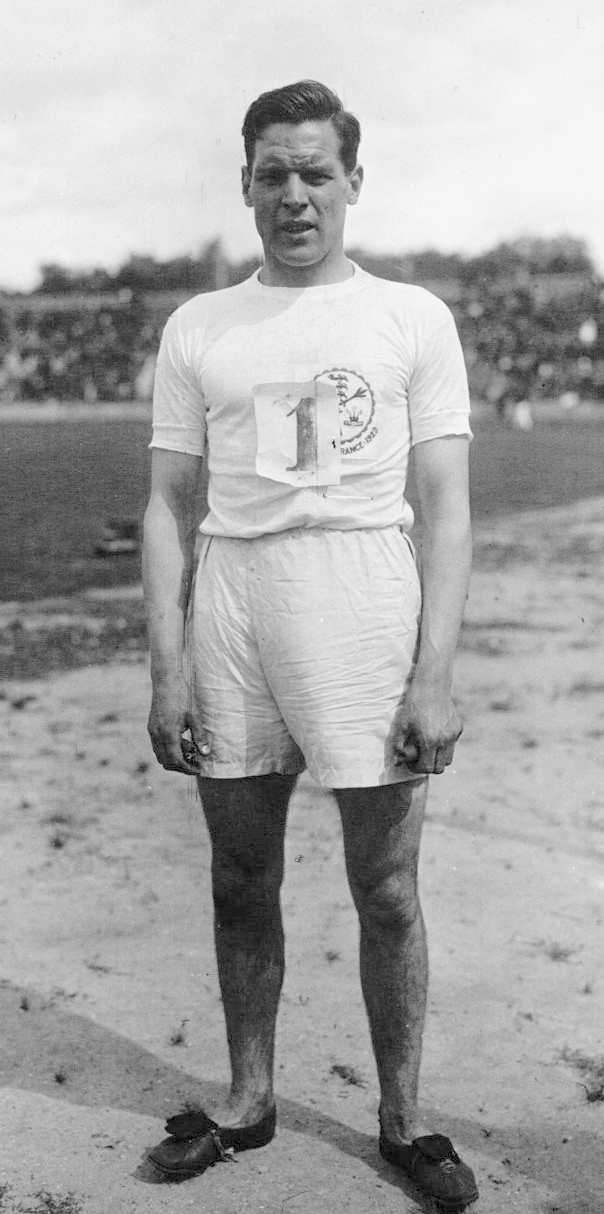
William Nichol – ausgeschieden als Dritter des ersten Halbfinales

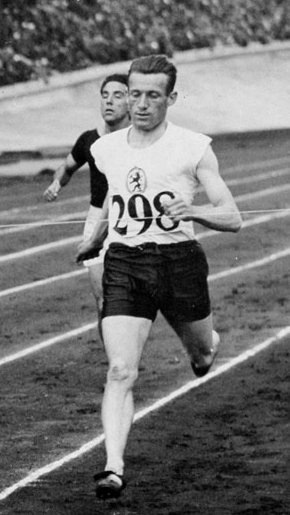
Harry Broos (in Weiß) – ausgeschieden als Dritter des ersten Viertelfinales
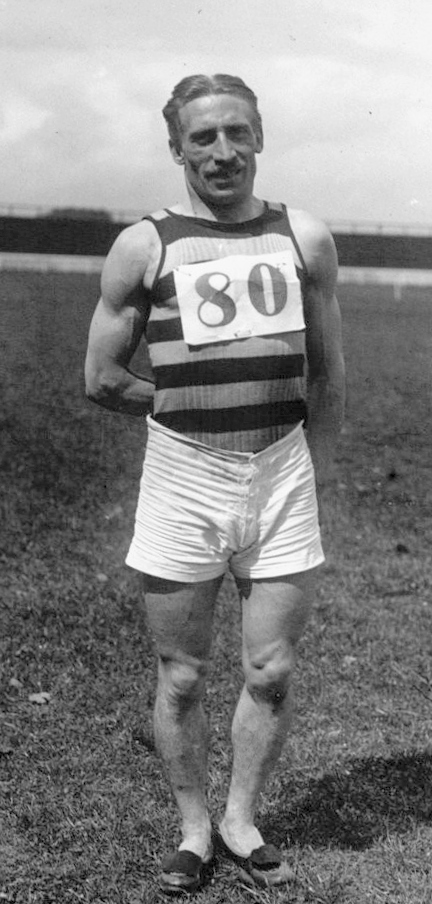
René Mourlon – ausgeschieden als Vierter des zweiten Viertelfinales

| Platz | Name                | Nation             | Zeit   | Anmerkung |
| ----- | ------------------- | ------------------ | ------ | --------- |
| 1     | Loren Murchison     | USA                | 10,8 s |           |
| 2     | Giovanni Frangipane | Königreich Italien | 11,0 s |           |
| 3     | Harry Broos         | Niederlande        | 11,1 s |           |
| 4     | Paul Hammer         | Luxemburg          | 11,1 s |           |
| 5     | Reijo Halme         | Finnland           | 11,1 s |           |
| 6     | Anthony Vince       | Kanada             | k. A.  |           |

### Lauf 2
| Platz | Name            | Nation             | Zeit   | Anmerkung |
| ----- | --------------- | ------------------ | ------ | --------- |
| 1     | Chester Bowman  | USA                | 10,8 s |           |
| 2     | Arthur Porritt  | Neuseeland         | 10,9 s |           |
| 3     | Walter Rangeley | Großbritannien     | 11,0 s |           |
| 4     | René Mourlon    | Frankreich         | 11,0 s |           |
| 5     | Lajos Kurunczy  | Ungarn             | 11,0 s |           |
| 6     | Enrico Torre    | Königreich Italien | k. A.  |           |

### Lauf 3

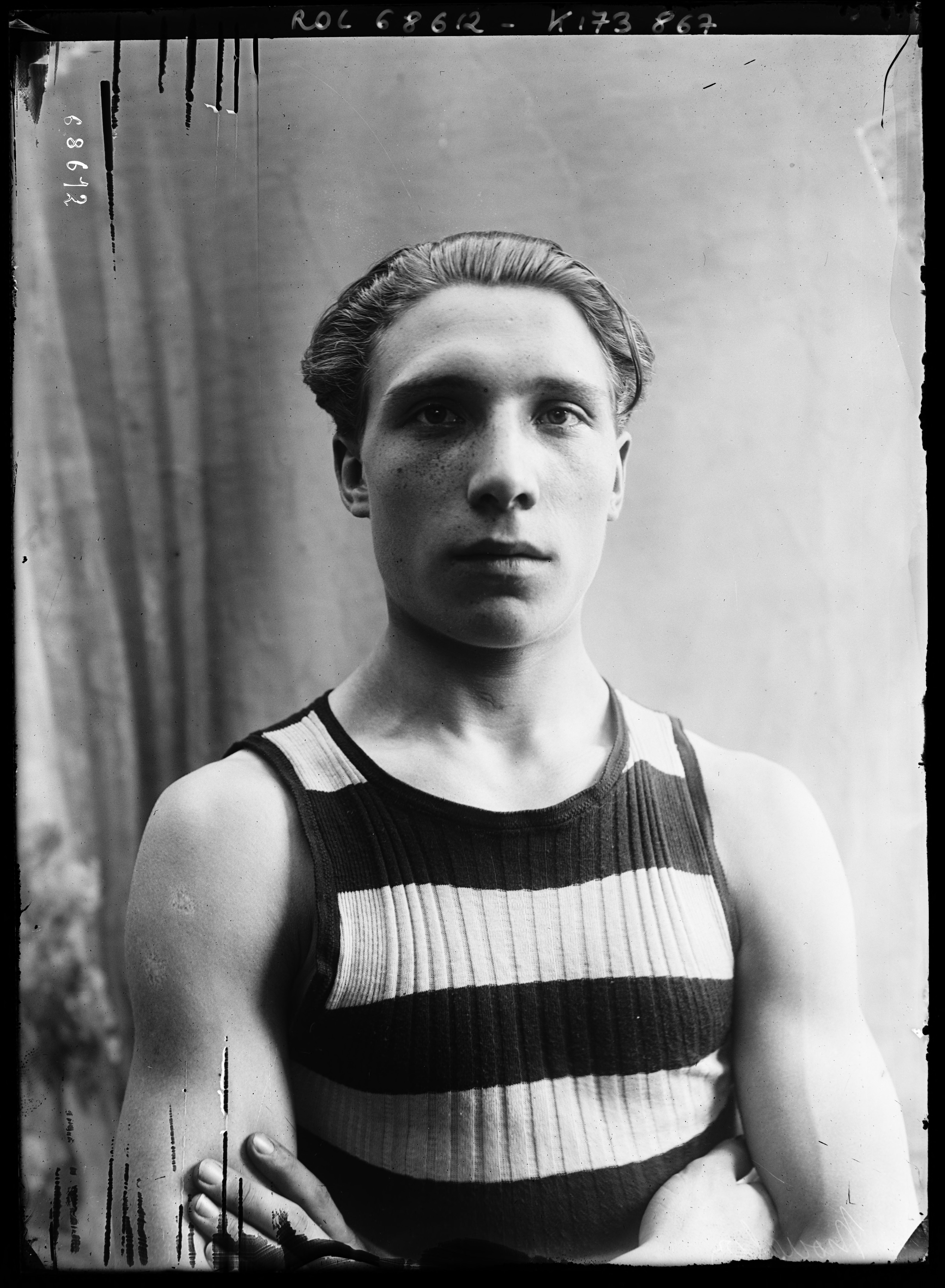
André Mourlon – ausgeschieden als Dritter des dritten Viertelfinales

| Platz | Name                | Nation         | Zeit   | Anmerkung |
| ----- | ------------------- | -------------- | ------ | --------- |
| 1     | Cyril Coaffee       | Kanada         | 10,8 s |           |
| 2     | William Nichol      | Großbritannien | 11,0 s |           |
| 3     | André Mourlon       | Frankreich     | 11,1 s |           |
| 4     | Rinus van den Berge | Niederlande    | k. A.  |           |
| 5     | Johans Oja          | Lettland       | k. A.  |           |
| DNS   | Walter Strebi       | Schweiz        |        |           |

### Lauf 4
| Platz | Name             | Nation             | Zeit   | Anmerkung |
| ----- | ---------------- | ------------------ | ------ | --------- |
| 1     | Harold Abrahams  | Großbritannien     | 10,6 s | ORe       |
| 2     | Gordon Hester    | Kanada             | 10,7 s |           |
| 3     | Ferenc Gerő      | Ungarn             | k. A.  |           |
| 4     | Albert Heisé     | Frankreich         | k. A.  |           |
| 5     | Ernesto Bonacina | Königreich Italien | k. A.  |           |
| 6     | Félix Mendizábal | Spanien            | k. A.  |           |

### Lauf 5
| Platz | Name                | Nation                | Zeit   | Anmerkung |
| ----- | ------------------- | --------------------- | ------ | --------- |
| 1     | Charles Paddock     | USA                   | 10,8 s |           |
| 2     | Maurice Degrelle    | Frankreich            | 11,0 s |           |
| 3     | Johannes van Kampen | Niederlande           | k. A.  |           |
| 4     | George Dustan       | Südafrikanische Union | k. A.  |           |
| 5     | Gusztáv Rózsahegyi  | Ungarn                | k. A.  |           |

### Lauf 6
| Platz | Name           | Nation         | Zeit   | Anmerkung |
| ----- | -------------- | -------------- | ------ | --------- |
| 1     | Jackson Scholz | USA            | 10,8 s |           |
| 2     | Edwin Carr     | Australien     | 10,9 s |           |
| 3     | Lancelot Royle | Großbritannien | k. A.  |           |
| 4     | Paul Brochart  | Belgien        | k. A.  |           |
| 5     | Oto Seviško    | Lettland       | k. A.  |           |

## Halbfinale
Datum: 7. Juli 1924

### Lauf 1
| Platz | Name             | Nation         | Zeit   | Anmerkung |
| ----- | ---------------- | -------------- | ------ | --------- |
| 1     | Jackson Scholz   | USA            | 10,8 s |           |
| 2     | Arthur Porritt   | Neuseeland     | 11,1 s |           |
| 3     | Loren Murchison  | USA            | 11,2 s |           |
| 4     | William Nichol   | Großbritannien | 11,3 s |           |
| 5     | Maurice Degrelle | Frankreich     | 11,4 s |           |
| 6     | Gordon Hester    | Kanada         | 11,5 s |           |

### Lauf 2
| Platz | Name                | Nation             | Zeit   | Anmerkung |
| ----- | ------------------- | ------------------ | ------ | --------- |
| 1     | Harold Abrahams     | Großbritannien     | 10,6 s | ORe       |
| 2     | Charles Paddock     | USA                | 10,7 s |           |
| 3     | Chester Bowman      | USA                | 10,7 s |           |
| 4     | Edwin Carr          | Australien         | 10,7 s |           |
| 5     | Cyril Coaffee       | Kanada             | 10,8 s |           |
| 6     | Giovanni Frangipane | Königreich Italien | 11,2 s |           |

## Finale
Datum: 7. Juli 1924
| Platz | Name            | Nation         | Zeit   | Anmerkung |
| ----- | --------------- | -------------- | ------ | --------- |
| 1     | Harold Abrahams | Großbritannien | 10,6 s | ORe       |
| 2     | Jackson Scholz  | USA            | 10,7 s |           |
| 3     | Arthur Porritt  | Neuseeland     | 10,8 s |           |
| 4     | Chester Bowman  | USA            | 10,9 s |           |
| 5     | Charles Paddock | USA            | 10,9 s |           |
| 6     | Loren Murchison | USA            | 11,0 s |           |

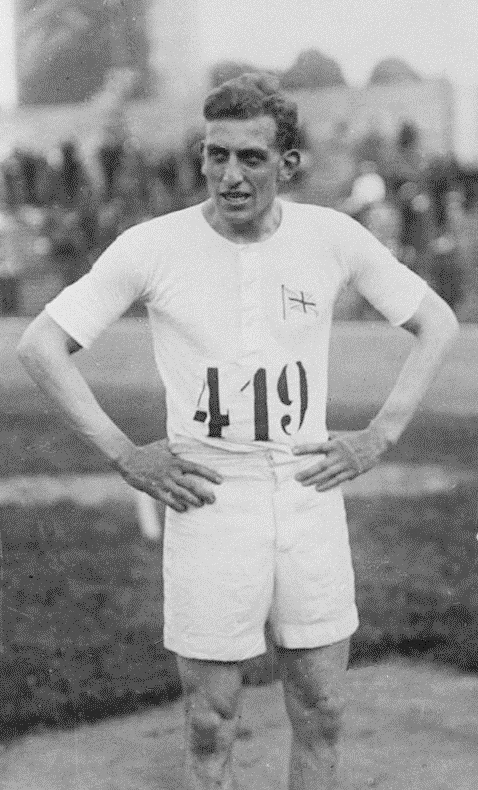
Olympiasieger Harold Abrahams

Harold Abrahams war der erste Europäer, der Olympiasieger über 100 Meter werden konnte. Später wurde er ein bekannter Sportjournalist und engagierte sich im britischen Leichtathletikverband. Jackson Scholz, Olympiavierter von 1920 in Antwerpen und hier in Paris zwei Tage später Olympiasieger über 200 Meter, gewann Silber. Die Bronzemedaille ging an den Neuseeländer Arthur Porritt, der später über viele Jahre Mitglied des IOC war.
Insgesamt dreimal – Viertelfinale/Halbfinale/Finale – stellte Harold Abrahams den Olympiarekord ein.
Arthur Porritts Bronzemedaille bedeutete den ersten Medaillengewinn eines Neuseeländers in der Leichtathletik.

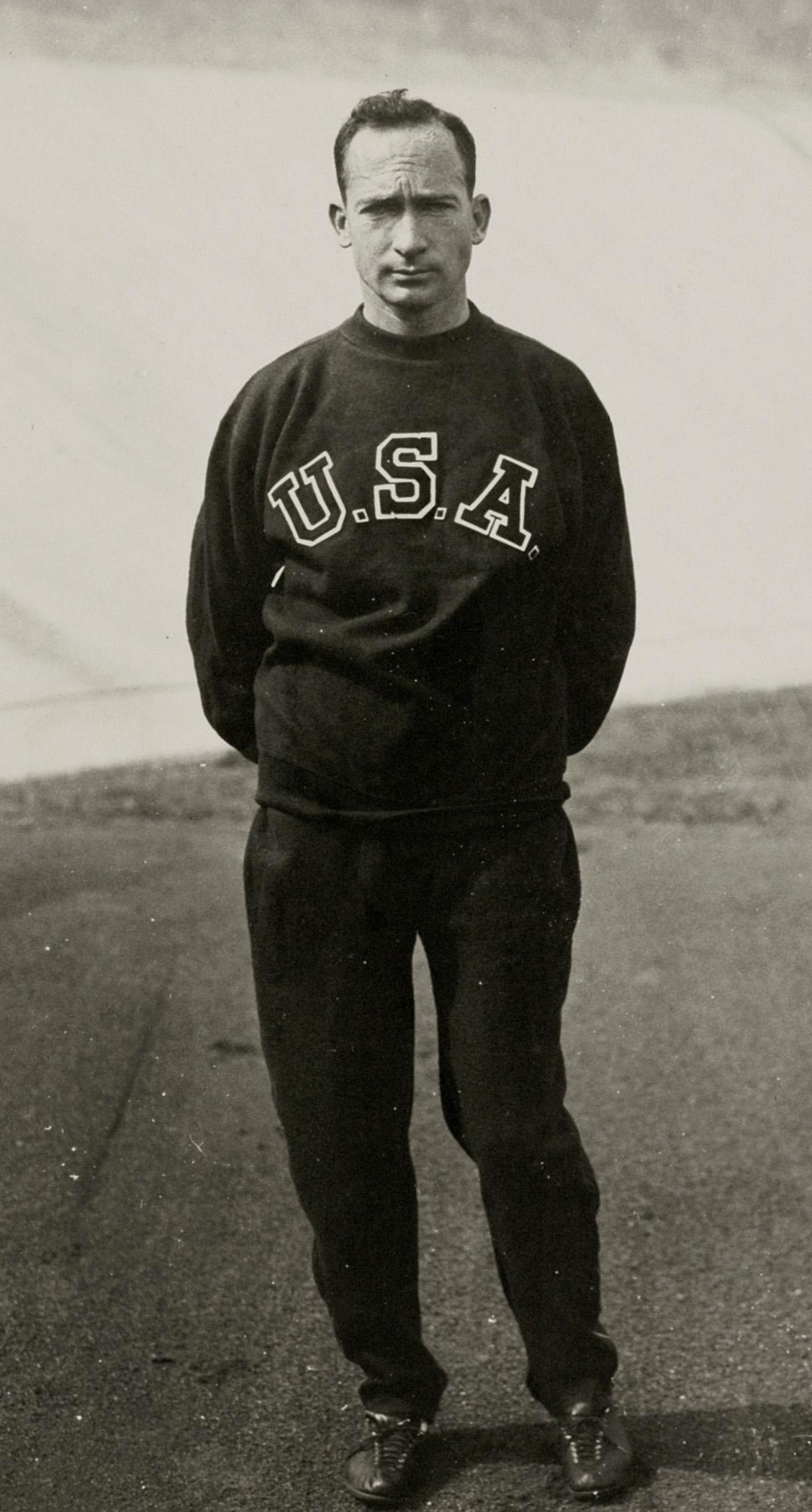
Jackson Scholz, Gewinner der Silbermedaille
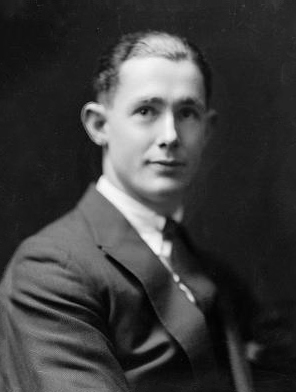
Bronzemedaillengewinner Arthur Porritt

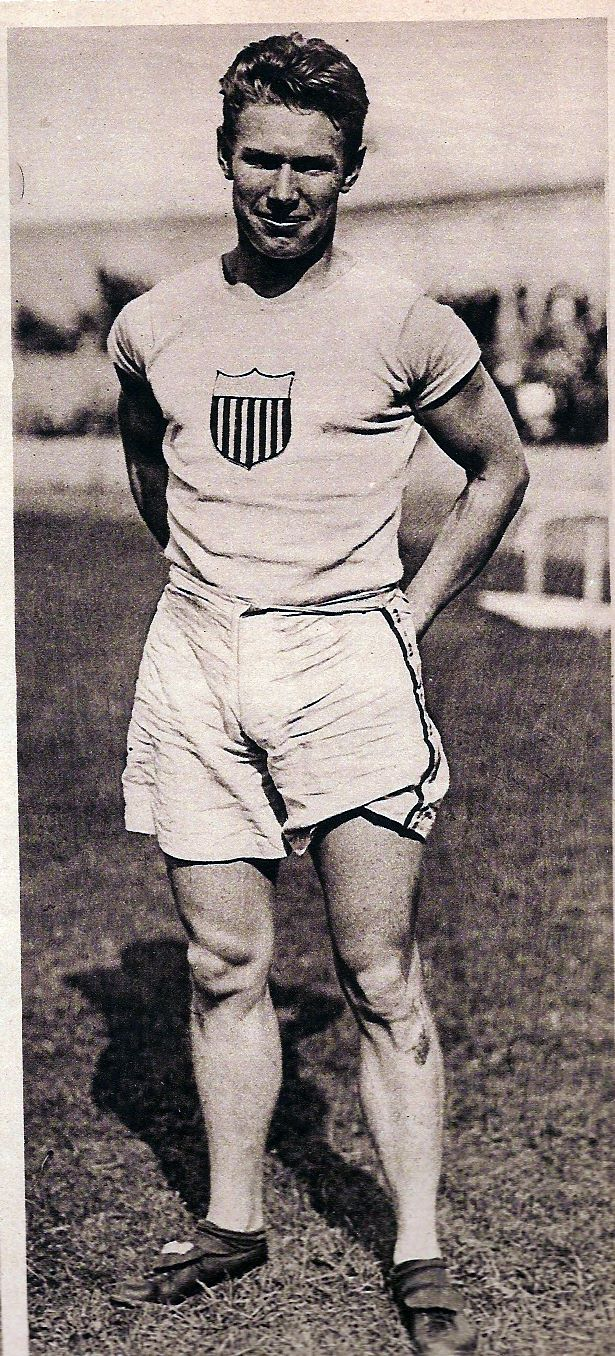
Der Olympiasieger von 1920 und Weltrekordhalter Charles Paddock wurde Fünfter
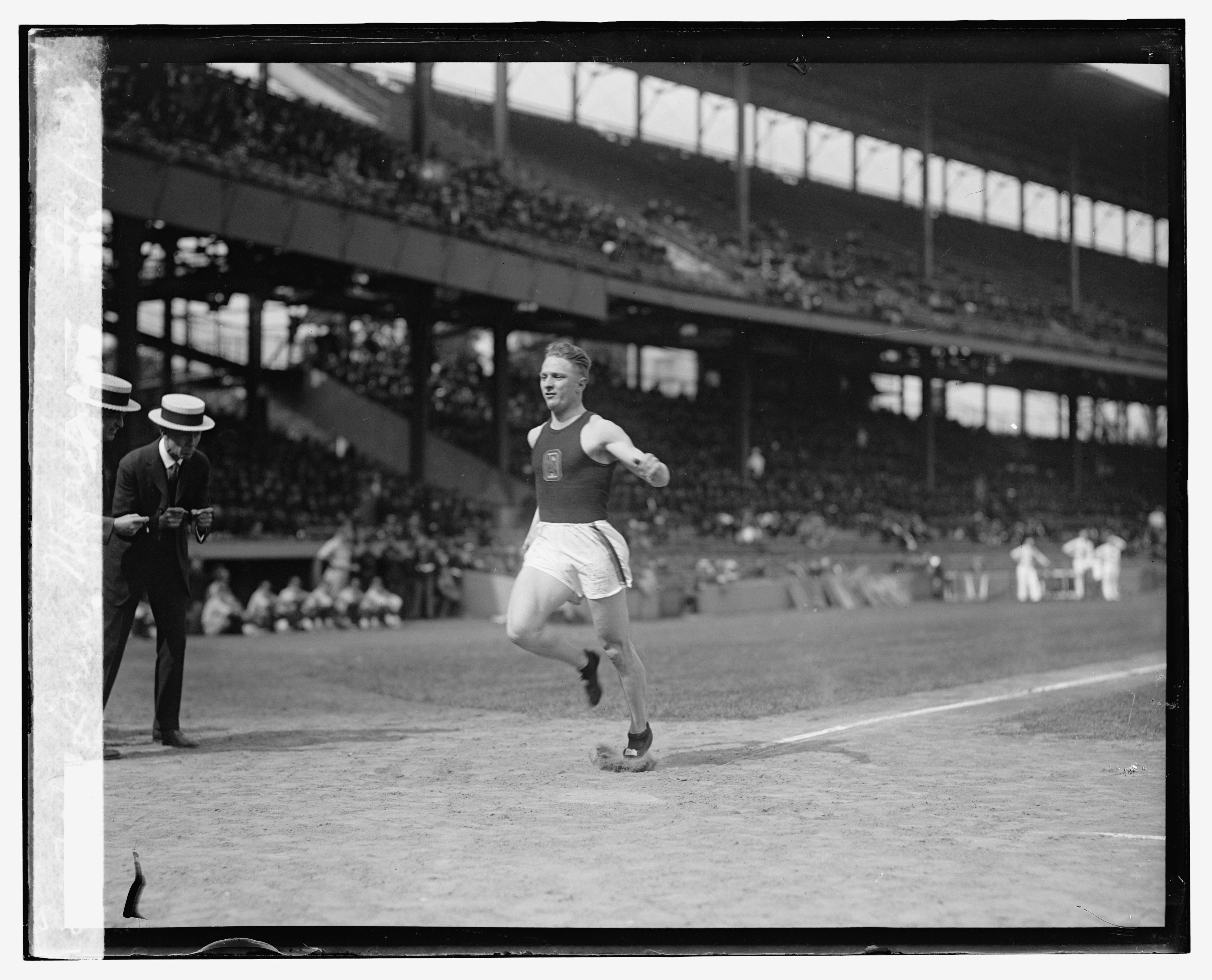
Rang sechs für Loren Murchison

## Videolinks
- Harold Abrahams leans into Olympic gold - Men's 100m - Athletics - Paris 1924 Olympic Games, youtube.com, abgerufen am 31. Mai 2021
- The Olympic Games in Paris, 1924 (1925 Documentary), youtube.com, Bereich: 28:02 min bis 29:33 min, abgerufen am 31. Mai 2021